# Dolomiten
Dolomiten est un quotidien italien de langue allemande, publié dans le Haut-Adige à Bolzano.

## Historique
Fondé en 1882, sous le nom Der Tiroler (Le Tyrolien), il porte son nom actuel depuis 1945.